# Municipio de Henry (condado de Plymouth)
El municipio de Henry (en inglés: Henry Township) es un municipio ubicado en el condado de Plymouth en el estado estadounidense de Iowa. En el año 2010 tenía una población de 173 habitantes y una densidad poblacional de 1,86 personas por km².

## Geografía
El municipio de Henry se encuentra ubicado en las coordenadas 42°41′31″N 95°55′10″O / 42.69194, -95.91944. Según la Oficina del Censo de los Estados Unidos, el municipio tiene una superficie total de 93.16 km², de la cual 93,16 km² corresponden a tierra firme y (0 %) 0 km² es agua.

## Demografía
Según el censo de 2010, había 173 personas residiendo en el municipio de Henry. La densidad de población era de 1,86 hab./km². De los 173 habitantes, el municipio de Henry estaba compuesto por el 99,42 % blancos y el 0,58 % eran de una mezcla de razas. Del total de la población el 0 % eran hispanos o latinos de cualquier raza.